# Loft Story 6 : La Revanche
Vous pouvez aider à l'améliorer ou bien discuter des problèmes sur sa page de discussion.
- Il n'est pas vérifiable et peut contenir des informations totalement erronées. Il est fortement conseillé aux contributeurs d'étayer son contenu par des sources fiables. Sans cela, sa suppression pourrait être envisagée. (si vous venez d'apposer le bandeau, veuillez cliquer sur ce lien pour créer la discussion et en afficher les indications). (Marqué depuis novembre 2024)
- Il peut contenir un travail inédit ou des déclarations non vérifiées. Vous pouvez l’améliorer en ajoutant des références. (Marqué depuis novembre 2024)

- Archive Wikiwix
- Bing
- Cairn
- DuckDuckGo
- E. Universalis
- Gallica
- Google
- G. Books
- G. News
- G. Scholar
- Persée
- Qwant
- (zh) Baidu
- (ru) Yandex
- (wd) trouver des œuvres sur Wikidata

Vous pouvez aider à l'améliorer ou bien discuter des problèmes sur sa page de discussion.
- Son admissibilité est à vérifier. Motif : Pas de références. Il s'agit uniquement de travail inédit. Saison ne se démarquant pas particulièrement.. Vous êtes invité à le compléter pour expliciter son admissibilité, en y apportant des sources secondaires de qualité. (Marqué depuis juillet 2025)
- Il ne cite pas suffisamment ses sources. Vous pouvez indiquer les passages à sourcer avec {{référence nécessaire}} ou {{Référence souhaitée}}, et inclure les références utiles en les liant aux notes de bas de page. (Marqué depuis novembre 2024)
- Certaines de ses couleurs nuisent à son accessibilité et ne respectent pas la charte graphique. Les couleurs ne sont pas interdites, mais il est conseillé d'en faire un usage modéré qui respecte les normes d'accessibilité. (Marqué depuis novembre 2024)
- Son texte doit être wikifié : il ne correspond pas à la mise en forme Wikipédia (style, typographie, liens internes, liens entre les wikis, etc.). (Marqué depuis novembre 2024)

- Archive Wikiwix
- Bing
- Cairn
- DuckDuckGo
- E. Universalis
- Gallica
- Google
- G. Books
- G. News
- G. Scholar
- Persée
- Qwant
- (zh) Baidu
- (ru) Yandex
- (wd) trouver des œuvres sur Wikidata

Cet article concerne la sixième saison de Loft Story. Pour les autres saisons de Loft Story, voir Loft Story (Québec).
Loft Story 6 : La Revanche est la sixième et dernière saison de la télé réalité Loft Story se déroulant du 29 mars 2009 au 31 mai 2009. Cette saison réunit des participants des cinq premières saisons qui reviennent dans le loft pour avoir une « deuxième chance ». Pierre-Yves « P.Y. » Lord est chargé de l'animation des galas du dimanche, alors que Kim Rusk, gagnante de la saison 3, s'occupe de l'animation des quotidiennes.
Le 31 mai, lors de la finale, Sébastien Tremblay est annoncé le grand vainqueur.
Loft Story cède sa place à Big Brother en 2010, nouveau concept avec une tranche d'âge évoluée, diffusé sur V.

## Tableau des votes
| Sébastien Tremblay Loft Story 4 Choix du public            | Christelle        | Perte du droit de vote  | Cynny                             | Mathieu « Big », Alexandra  | Christelle         | Vote du public     | Vote du public     | David, Arcadio, Hugues, Cynny            | Vote du public     | Vainqueur             |                    |                    |                    |                    |                    |                    |                    |                   |
| Hugues Dubé Loft Story 1 Choix du public                   | Christelle        | Geneviève               | Cynny                             | Arcadio, Dominique          | Christelle         | Vote du public     | Vote du public     | Sébastien, Arcadio, Dominique, Priscilla | Vote du public     | Finaliste 2e position |                    |                    |                    |                    |                    |                    |                    |                   |
| David Tremblay Loft Story 3 Choix du Maître                | Mathieu « Cass »  | Geneviève               | Cynny                             | Arcadio, Dominique          | Christelle         | Vote du public     | Vote du public     | Sébastien, Arcadio, Dominique, Priscilla | Vote du public     | Finaliste 3e position |                    |                    |                    |                    |                    |                    |                    |                   |
| Priscilla Lanni Loft Story 3 Choix du Maître               | Arrivée (jour 8)  | Geneviève               | Cynny                             | Mathieu « Big », Christelle | Christelle         | Vote du public     | Vote du public     | David, Arcadio, Hugues, Cynny            | Vote du public     | Finaliste 4e position |                    |                    |                    |                    |                    |                    |                    |                   |
| Cynthia « Cynny » Schaefer Loft Story 5 Choix du Maître    | Mathieu « Cass »  | Geneviève               | Hugues                            | Sébastien, Dominique        | Christelle         | Vote du public     | Vote du public     | Sébastien, Arcadio, Dominique, Priscilla | Vote du public     | Finaliste 5e position |                    |                    |                    |                    |                    |                    |                    |                   |
| Dominique Julien Loft Story 2 Choix du public              | Mathieu « Cass »  | Cynny                   | Cynny                             | Mathieu « Big », Delphine   | Christelle         | Vote du public     | Vote du public     | Sébastien, Hugues, Cynny, Priscilla      | Vote du public     | Finaliste 6e position |                    |                    |                    |                    |                    |                    |                    |                   |
| Arcadio Marcuzzi Loft Story 5 Choix du maître              | Christelle        | Cynny                   | Cynny                             | Mathieu « Big », Christelle | Christelle         | Vote du public     | Vote du public     | Sébastien, Priscilla, Hugues, David      | Éliminé (jour 57)  | Éliminé (jour 57)     | Éliminé (jour 57)  | Éliminé (jour 57)  | Éliminé (jour 57)  | Éliminé (jour 57)  | Éliminé (jour 57)  | Éliminé (jour 57)  | Éliminé (jour 57)  | Éliminé (jour 57) |
| Alexandra Couillard Occupation Double 4 Choix du Maître    | Christelle        | Perte du droit de vote  | Cynny                             | Sébastien, Dominique        | Cynny              | Vote du public     | Vote du public     | Éliminée (jour 50)                       | Éliminée (jour 50) | Éliminée (jour 50)    | Éliminée (jour 50) | Éliminée (jour 50) | Éliminée (jour 50) | Éliminée (jour 50) | Éliminée (jour 50) | Éliminée (jour 50) | Éliminée (jour 50) |                   |
| Mathieu « Big » Baron Loft Story 2 Choix du public         | Mathieu « Cass »  | Geneviève               | Perte du droit de vote            | Sébastien, Dominique        | Cynny              | Vote du public     | Éliminé (jour 43)  | Éliminé (jour 43)                        | Éliminé (jour 43)  | Éliminé (jour 43)     | Éliminé (jour 43)  | Éliminé (jour 43)  | Éliminé (jour 43)  | Éliminé (jour 43)  | Éliminé (jour 43)  | Éliminé (jour 43)  |                    |                   |
| Christelle Huot Loft Story 4 Choix du Maître               | Mathieu « Cass »  | Geneviève               | Cynny                             | Sébastien, Dominique        | Cynny              | Éliminée (jour 36) | Éliminée (jour 36) | Éliminée (jour 36)                       | Éliminée (jour 36) | Éliminée (jour 36)    | Éliminée (jour 36) | Éliminée (jour 36) | Éliminée (jour 36) | Éliminée (jour 36) | Éliminée (jour 36) |                    |                    |                   |
| Delphine Constantin Loft Story 4 Choix du Maître           | Mathieu « Cass »  | Geneviève               | Perte du droit de vote            | Sébastien, Dominique        | Éliminée (jour 29) | Éliminée (jour 29) | Éliminée (jour 29) | Éliminée (jour 29)                       | Éliminée (jour 29) | Éliminée (jour 29)    | Éliminée (jour 29) | Éliminée (jour 29) | Éliminée (jour 29) | Éliminée (jour 29) |                    |                    |                    |                   |
| Kevin « Kevins-Kyle » Lambert Loft Story 3 Choix du Maître | Mathieu « Cass »  | Hugues                  | Perte du droit de vote (Pénalité) | Lâché (jour 22)             | Lâché (jour 22)    | Lâché (jour 22)    | Lâché (jour 22)    | Lâché (jour 22)                          | Lâché (jour 22)    | Lâché (jour 22)       | Lâché (jour 22)    | Lâché (jour 22)    | Lâché (jour 22)    |                    |                    |                    |                    |                   |
| Geneviève Deneault Loft Story 5 Choix du Maître            | Christelle        | Cynny                   | Éliminée (jour 15)                | Éliminée (jour 15)          | Éliminée (jour 15) | Éliminée (jour 15) | Éliminée (jour 15) | Éliminée (jour 15)                       | Éliminée (jour 15) | Éliminée (jour 15)    | Éliminée (jour 15) | Éliminée (jour 15) |                    |                    |                    |                    |                    |                   |
| Mathieu « Cass » Surprenant Loft Story 4 Choix du public   | Christelle        | Éliminé (jour 8)        | Éliminé (jour 8)                  | Éliminé (jour 8)            | Éliminé (jour 8)   | Éliminé (jour 8)   | Éliminé (jour 8)   | Éliminé (jour 8)                         | Éliminé (jour 8)   | Éliminé (jour 8)      | Éliminé (jour 8)   |                    |                    |                    |                    |                    |                    |                   |
| Gabriel Julien Occupation Double 4 Choix du Maître         | Lâché (jour 6)    | Lâché (jour 6)          | Lâché (jour 6)                    | Lâché (jour 6)              | Lâché (jour 6)     | Lâché (jour 6)     | Lâché (jour 6)     | Lâché (jour 6)                           | Lâché (jour 6)     | Lâché (jour 6)        | Lâché (jour 6)     |                    |                    |                    |                    |                    |                    |                   |
| Cynthia Sauro Loft Story 5 Choix du public                 | Éliminée (jour 5) | Éliminée (jour 5)       | Éliminée (jour 5)                 | Éliminée (jour 5)           | Éliminée (jour 5)  | Éliminée (jour 5)  | Éliminée (jour 5)  | Éliminée (jour 5)                        | Éliminée (jour 5)  | Éliminée (jour 5)     | Éliminée (jour 5)  |                    |                    |                    |                    |                    |                    |                   |
|                                                            |                   |                         |                                   |                             |                    |                    |                    |                                          |                    |                       |                    |                    |                    |                    |                    |                    |                    |                   |
| Éliminé(es) et lâcheurs                                    |                   | Cynthia, Mathieu «Cass» | Geneviève                         | Kevins-Kyle                 | Delphine           | Christelle         | Mathieu « Big »    | Alexandra                                | Arcadio            | Sébastien             | Sébastien          | Sébastien          |                    |                    |                    |                    |                    |                   |
| Éliminé(es) et lâcheurs                                    | Gabriel           |                         | Geneviève                         | Kevins-Kyle                 | Delphine           | Christelle         | Mathieu « Big »    | Alexandra                                | Arcadio            | Sébastien             | Sébastien          | Sébastien          |                    |                    |                    |                    |                    |                   |

Légende : 
- Le lofteur a été immunisé par le vote du public
- Le lofteur a été immunisé par la sphère d'immunité ou lors d'un défi
- Le lofteur a été immunisé par la sphère d'immunité et par le public
- Le lofteur a décidé de lâcher le loft
- Le lofteur a été mis au ballotage par le vote des lofteurs
- Le lofteur a été mis au ballotage par le Maître
- Le lofteur a été déclaré vainqueur

## Déroulement du jeu

### Première semaine (29 mars au 5 avril)
Émission du 29 mars - Gala du dimanche
- Panélistes : Louise Deschâtelets, Kim Rusk et Charles-Éric Boncoeur
- Pierre-Yves annonce les choix du Maître.
- Les lofteurs font tous leur entrée dans le loft.
- On annonce que le public peut voter pour immuniser son joueur favori.

Émission du 30 mars - Les étrangers
- Les lofteurs découvrent que deux participants d'Occupation Double participent à Loft Story 6 et cela crée tout un remous dans le loft.

Émission du 31 mars - Deux clans
- Les lofteurs apprennent qu'ils devront s'éliminer entre eux plutôt que de compter sur les votes du public.
- Le Maître annonce que le loft sera divisé en deux clans, un dirigé par Sébastien et l'autre par Mathieu « Big ».
- Après la sélection des équipes, Christelle est la seule à ne pas être choisie et devient donc le « rejet ».

Émission du 1er avril - La bombe
- Les deux équipes s'affrontent dans un défi d'escalade. L'équipe de Mathieu « Big » remporte l'épreuve et gagne la sphère d'immunité.
- Après un défi où les lofteurs devaient supporter leur capitaine, l'équipe de Sébastien remporte la sphère d'immunité.

Émission du 2 avril - Le duel
- Les deux clans s'affrontent dans un quiz de connaissances générales. L'équipe de Mathieu « Big » gagne la sphère d'immunité définitivement.
- Après un consensus, les membres de l'équipe de Mathieu « Big » décident de remettre la sphère à Alexandra.
- Christelle apprend que le Maître avait décidé d'évincer le « rejet » aujourd'hui. Il lui donne une chance de prendre sa revanche. Elle doit choisir un des lofteurs qui n'est pas immunisé par le public pour un duel dans lequel le perdant devra quitter. Elle choisit Cynthia.

Émission du 3 avril - Départs
- Au duel de pistolet, Cynthia perd et doit donc faire ses adieux.
- Gabriel, préoccupé par le décès récent de sa mère, décide de quitter volontairement le loft.

Émission du 4 avril - Paranoïa
- Le Maître annonce les lofteurs immunisés par le public : Alexandra, Sébastien, Mathieu « Big », Dominique, Arcadio, Delphine et Kevins-Kyle.

Émission du 5 avril - Gala du dimanche
- Panélistes : Louise Deschâtelets, Kim Rusk et Élodie Labbé
- Mathieu « Cass » est éliminé.
- Priscilla Lanni fait son entrée dans le loft en remplacement de Gabriel.

### Deuxième semaine (6 avril au 12 avril)
Émission du 6 avril - La tigresse
- Les votes d'élimination de dimanche sont diffusés.
- Priscilla fait son entrée dans le loft.
- De nouvelles équipes sont créées avec comme nouveaux capitaines Delphine et Priscilla.

Émission du 7 avril - Onde de choc
- Les deux équipes ont comme défi de toujours savoir l'heure, avec comme seule aide deux sabliers.

Émission du 8 avril - Perdus dans le temps
- L'équipe de Priscilla remporte la sphère d'immunité au concours de référence horaire.
- Alexandra perd son droit de vote de la semaine dû à son nombre élevé d'infractions.
- Une violente altercation s'est déroulée dans le loft entre Geneviève et Priscilla.
- Priscilla apprend qu'elle devra décider seule de la personne qui bénéficiera de la sphère d'immunité.

Émission du 9 avril - Retour dans le temps
- Dans le cadre d'un jeu de retour dans le temps des années 1950, les lofteurs sont jumelés en couple.
- Priscilla est « en couple » avec Sébastien. Puisque dans les années 1950, les hommes prenaient les décisions, Priscilla doit donner son pouvoir décisionnel à Sébastien.
- Sébastien décide de garder la sphère d'immunité.

Émission du 10 avril - Le pouvoir aux femmes
- Dans cette émission, ce sont les femmes qui ont le pouvoir. Le Maître leur offre la chance d'annuler le vote d'un des gars pour cette semaine. Elles choisissent Sébastien.
- Les lofteurs immunisés par le public sont annoncés : Alexandra, Arcadio, Sébastien, Mathieu « Big », Dominique, Delphine et Priscilla.

Émission du 11 avril - Rencontre au sommet
- Le Maître annonce aux lofteurs ceux qui sont au ballotage : Cynny, Christelle, David, Hugues, Kevin-Kyles et Geneviève.

Émission du 12 avril - Gala du dimanche
- Panélistes : Louise Deschâtelets, Kim Rusk et Élodie Labbé
- Geneviève est éliminée.
- Douze lapins, contenant chacun un message secret attaché au cou, font leur entrée dans le loft. Le Maître annonce que les messages établieront les clans.

### Troisième semaine (13 avril au 19 avril)
Émission du 13 avril - Les messagers
- Les votes d'élimination de dimanche sont diffusés.
- Geneviève fait ses adieux sur vidéo aux lofteurs et lança des commentaires disgracieux à Mathieu « Big ».
- Les lofteurs choisissent chacun un lapin.

Émission du 14 avril - Hystérie
- De nouvelles équipes sont créées, décidées par les messages secrets sur les lapins des lofteurs.
- Hugues est le capitaine de l'équipe des bleus et Priscilla est le capitaine de l'équipe des rouges.
- Delphine et Mathieu perdent leur droit de vote de la semaine à cause de leur message secret.
- Les deux équipes ont pour défi de voler des objets appartenant à l'équipe adverse.
- Une énigme est posée aux lofteurs et c'est l'équipe des bleus qui la résout.

Émission du 15 avril - Guerre et paix
- Les équipes ont pour défi d'avoir des « guets » qui doivent être au garde-à-vous.
- Les équipes participent à une course à obstacle. Dominique réussit le meilleur temps chez les filles et David chez les gars. L'équipe de Priscilla (les rouges) gagne.

Émission du 16 avril - Camping sauvage
- Le clan des bleus doit dormir dans le jardin après leur défaite.
- Le maître annonce qu'il ne donne pas d'immunité cette semaine puisque les deux sphères précédentes ont été « gaspillées », étant remises à des joueurs immunisés par le public.
- Le clan des bleus, dont le capitaine est Hugues, gagne un voyage à Cuba. Ils doivent délibérer du membre qui l'aura. Ils décident de choisir au hasard et Kevins-Kyle est choisi.

Émission du 17 avril - Trois gros rats gris
- Les ballotés de la semaine dernière doivent se répéter un exercice de diction.
- Kevin-Kyle est pénalisé de son droit de vote pour avoir brandi un doigt d'honneur devant la caméra.

Émission du 18 avril - Complots
- On annonce les lofteurs immunisés par le public (Alexandra, Arcadio, Sébastien, Mathieu « Big », Dominique, Delphine et Priscilla) et les ballotés (Hugues, Cynny, Christelle, David et Kevins-Kyle). Ce sont les mêmes que la semaine précédente.

Émission du 19 avril - Gala du dimanche
- Panélistes : Louise Deschâtelets, Kim Rusk et Lysandre Maillot-Perron
- Cynny est éliminée, mais Kevins-Kyle décide de prendre la place de l'évincée et quitte le loft.

### Quatrième semaine (20 avril au 26 avril)
Émission du 20 avril - 8=C H=1
- Les votes d'élimination de dimanche sont diffusés.
- Une énigme est posée aux lofteurs, 8=C H=1, qui est résolue par Hugues. Cette énigme s'avère être le résultat de la dernière élimination; huit votes pour Cynny, un pour Hugues.

Émission du 21 avril - Ballotage surprise
- Les lofteurs sont soumis au vote qui permettra de déterminer quels lofteurs seront au ballotage.

Émission du 22 avril - Coup de théâtre
- Les lofteurs mis au ballotage sont annoncés : Dominique, Sébastien, Mathieu « Big », Arcadio et Christelle.
- Delphine décide de prendre la place de Christelle au ballotage.

Émission du 23 avril - Voyage voyage
- Les équipes participent à une activité d'association d'équipes de hockey. Les deux capitaines sont Dominique et David. L'équipe de Dominique gagne le défi.
- Les lofteurs participent à la réalisation d'un vidéoclip. En tant que membre le plus enthousiaste, David remporte un voyage à Cuba.

Émission du 24 avril - De la terre à la lune
- Les lofteurs participent à une soirée de danse sous le thème d'un voyage sur la Lune.
- Les lofteurs participent à un défi de géographie. Aracadio remporte le défi.

Émission du 25 avril - Vérité ou conséquence
- Les lofteurs participent à un jeu intitulé Misez juste. Sébastien gagne et remporte par le fait même un cinéma maison.
- Les lofteurs participent au jeu de « vérité ou conséquence ».

Émission du 26 avril - Gala du dimanche
- Panélistes : Louise Deschâtelets, Kim Rusk et Élodie Labbé
- Analyste : Dr Pierre Mailloux
- Delphine est éliminée à la suite des votes du public.
- Le Maître annonce qu'il enlève la moitié de la nourriture, la moitié des cigarettes et la moitié de l'espace habitable pour la prochaine semaine.

### Cinquième semaine (27 avril au 3 mai)
Émission du 27 avril - Dynamite
- Le Maître donne le pouvoir à Alexandra de faire les équipes puisqu'elle fut la seule à ne pas obtenir d'infractions durant la semaine.
- Les lofteurs voient le message d'adieu de Delphine.

Émission du 28 avril - La moitié vient avant le tiers
- Les lofteurs se voient couper de moitié leur montant d'argent pour l'épicerie.
- Les lofteurs reçoivent une énigme : « Pour moi, la moitié vient avant le tiers, la faim après la digestion, la mort avant la vie, l'œuf avant la poule. » Elle est résolue par Arcadio, la réponse étant le dictionnaire. Il reçoit un carton comportant les lettres « TE ».

Émission du 29 avril - Une soirée de hockey
- Les lofteurs participent à une partie de hockey dans le jardin. L'équipe d'Alexandra, Cynny, Christelle, Mathieu « Big » et Hugues s'appelle les cœurs vaillants, tandis que l'équipe de David, Sébastien, Dominique, Arcadio et Priscilla s'appelle les Jean Perron. Pour l'occasion, Jean Perron vient justement arbitrer cette partie.
- Les cœurs vaillants gagnent 6 à 3. Hugues est nommé l'étoile du match.

Émission du 30 avril - Le temps s'arrête
- Le Maître instaure un nouveau défi pour cette journée. Il annonce que c'est le défi le plus difficile de l'histoire de Loft Story. Lorsqu'ils entendent un certain son, les lofteurs ne doivent plus bouger, et ce jusqu'à ce que le son se fasse réentendre.
- Lorsqu'ils sont figés, Sébastien, Priscilla et Dominique reçoivent la visite d'un être cher.

Émission du 1er mai - Le plus grand défi
- David, Hughes, Arcadio, Hugues, Mathieu « Big », Christelle et Cynny reçoivent eux aussi la visite d'un proche lorsqu'ils sont figés.
- Les lofteurs ont la chance de voir sur vidéo le moment avec leur proche.

Émission du 2 mai - Les conséquences
- Le Maître annonce aux lofteurs ceux qui sont au ballotage : David, Hugues, Cynny, Christelle et Alexandra.
- Le Maître annonce un nouveau prix aux lofteurs. Il s'agit d'une voiture Acura.
- Puisqu'ils ont raté leur défi, Dominique, Hugues et David reçoivent leur conséquence. Ils n'auront pas la chance de gagner la voiture.
- Puisque c'est la semaine de la moitié, les lofteurs ayant réussi leur défi (Alexandra, Cynny, Mathieu « Big », Sébastien, Priscilla, Arcadio et Christelle) reçoivent « une moitié de vote ». La règle est que si deux « moitiés de vote » sont réunies, c'est-à-dire que deux lofteurs en possédant s'allient, les deux moitiés réunies formeraient un nouveau vote supplémentaire.

Émission du 3 mai - Gala du dimanche
- Panélistes : Louise Deschâtelets, Kim Rusk, Élodie Labbé et Peter MacLeod
- Analyste : Dr Pierre Mailloux
- Christelle est éliminée.
- Le Maître annonce que cette semaine, ce sera un ballotage de gars uniquement.

### Sixième semaine (4 mai au 10 mai)
Émission du 4 mai - Entre l'arbre et l'écorce
- Les votes d'élimination de dimanche sont diffusés.
- Les lofteurs voient le vidéo de message d'adieu de Christelle.
- Le Maître annonce que les lofteurs masculins sont tous au ballotage et que c'est le public qui décidera de l'évincé.

Émission du 5 mai - Naufrage
- Les lofteurs partent en croisière (dans le lounge) et subissent un naufrage. Ils se retrouvent coincés sur une « île déserte » (dans le jardin).
- En tant que capitaine du navire, David est coincé sur un radeau (sur la terrasse).

Émission du 6 mai - L'île déserte
- Les lofteurs qui sont sur « l'île déserte » ont pour défi de rester debout sur une bûche le plus longtemps possible, sans manger ni boire ou encore tenir quelque chose dans leurs mains.
- Au terme de l'émission, Mathieu « Big », Sébastien, Dominique et Arcadio sont toujours sur la bûche.

Émission du 7 mai - Sauvetage
- Mathieu « Big » et Dominique abandonnent tour à tour dans le défi des bûches.
- Après avoir conclu une entente avec Sébastien, Arcadio abandonne. Sébastien remporte donc le défi après 19 heures et 40 minutes.
- Puisque David est resté seul pendant 40 heures sur un petit bateau de sauvetage et que Sébastien a remporté le défi des bûches, ils se méritent chacun un prix. David remporte un voyage à Cuba, tandis que Sébastien remporte l'immunité pour cette semaine.

Émission du 8 mai - Massage sensuel
- Le Maître pose l'énigme suivante aux lofteurs : « Cette surface diaphane jette une lumière naturelle dans votre rêve. Mon ombre vous ouvre la porte. »
- Dominique trouve la réponse à l'énigme qui est 55, soit le nombre de fenêtre sur la maison Bonneville remise au gagnant. Elle remporte un massage par le lofteur de son choix. Elle choisit Arcadio, mais refuse de se faire masser.

Émission du 9 mai - Dominique ou Mathieu
- Les gars doivent essayer de séduire Priscilla au téléphone en une minute. Choisis par les filles, David remporte le concours de séduction.
- Les lofteurs participent à un « party de bureau quétaine. »

Émission du 10 mai - Gala du dimanche
- Panélistes : Louise Deschâtelets, Kim Rusk et Élodie Labbé
- Analyste : Dr Pierre Mailloux
- Pour la fête des mères, Arcadio et David ont la chance de recevoir un message téléphonique de leur mère.
- Mathieu « Big » est éliminé à la suite des votes du public.

### Septième semaine (11 mai au 17 mai)
Émission du 11 mai - Le départ du lion
- Le Maître annonce que les lofteurs sont tous au ballotage cette semaine.
- Les lofteurs voient le message d'adieu de Mathieu « Big ».
- Les lofteurs découvrent une nouvelle valise dont le contenu est inconnu.

Émission du 12 mai - Une impression de déjà vu
- Le Maître annonce que tous les lofteurs auront à revivre un moment de Loft Story. Ceux qui réussiront le défi qui leur sera proposé pourront mettre la main sur la sphère d'immunité.
- Comme elle a été la première patronne de l'histoire de Loft Story (lors de Loft Story 3), mais qu'elle a échoué dans sa mission, Priscilla devient la patronne une fois de plus. Elle perd son défi après une mutinerie de la part des autres lofteurs.
- Comme à Loft Story 2, Dominique doit faire le choix entre manger sucré ou salé. Elle choisit de manger salé. Elle ne peut donc pas manger d'aliment sucré pendant 24 heures pour réussir son défi. Elle perd son défi après que Priscilla ait mis du sucre dans sa soupe.
- Comme à Loft Story 5, Cynny doit jouer au Tic-tac-toe. Pour réussir son défi, elle ne doit faire aucune erreur lors des parties. Elle réussit son défi. Au terme de l'émission, elle est celle qui détient la sphère d'immunité.

Émission du 13 mai - Une impression de déjà vu
- Puisque l'apparence physique est très importante pour Alexandra depuis le début de Loft Story 6, son défi est se costumer en personne avec un surplus de poids pendant 24 heures. Pour réussir son défi, elle ne doit pas se maquiller. Elle abandonne finalement son défi.
- Puisqu'il a déjà dit lors de l'une de ses entrevues au confessionnal qu'il aurait été capable de battre Sébastien lors du défi des bûches, le défi de David est justement de battre le temps de Sébastien (19 heures 40 minutes) sans rien toucher. Au terme de l'émission, il est toujours sur la bûche.
- Comme il avait perdu une partie d'échecs contre le Maître à Loft Story 4, le défi de Sébastien est de gagner une partie d'échecs où ses adversaires sont tous les autres lofteurs. Sébastien gagne son défi et, au terme de l'émission, il est celui qui détient la sphère d'immunité.
- Les lofteurs participent à une partie de golf virtuelle sur une console Wii. C'est Dominique qui remporte la partie.

Émission du 14 mai - À qui l'immunité
- David termine son défi de la bûche après 20 heures. Son défi est cependant raté puisqu'il a touché à des objets.
- Comme à Loft Story 1, Hugues doit se déguiser en clown. Son défi est d'imiter tous les mouvements des autres lofteurs, un à un. Il échoue son défi.
- Comme à Loft Story 5, Arcadio doit porter un costume de siamois. Il est jumelé à Cynny et doit rester 24 heures dans ce costume pour réussir son défi. Il réussit finalement son défi.
- Comme ils sont les trois lofteurs à avoir réussi leur défi, Arcadio, Sébastien et Cynny doivent se partager les prix suivants : un voyage, une console Wii et l'immunité. Comme ils ne parviennent pas à faire un consensus, aucun d'entre eux ne gagne de prix.
- Rose, une fillette de maintenant 7 ans, qui était venu visiter les lofteurs dans Loft Story 2, fait une visite aux lofteurs de cette saison.

Émission du 15 mai - Déluge
- Les lofteurs font une parade de mode. Rose doit décider qui fait le meilleur mannequin. Elle choisit David.
- Rose quitte le loft.
- Dans le cadre du thème du déjà-vu, le Maître fait visionner aux lofteurs le « déluge » de Loft Story 4, où les lofteurs devaient annoncer devant tous les autres qui ils désiraient voir au ballotage.

Émission du 16 mai - Fraises fraîches
- Les lofteurs font du doublage sur la scène du « déluge » de Loft Story 4.
- Arcadio et Dominique discutent dans la salle de réconciliation.
- Les lofteurs, gars contre filles, participent à un exercice de diction. Les gars gagnent l'épreuve et ont le privilège d'enlever une pièce de vêtement à chacune des filles pour le reste de l'aventure.

Émission du 17 mai - Gala du dimanche 
- Panélistes : Louise Deschâtelets, Kim Rusk et Élodie Labbé
- Analyste : Dr Pierre Mailloux
- Alexandra est l'évincée de la semaine à la suite des votes du public.
- Le Maître annonce que le thème de la prochaine semaine sera la vérité. De plus, les lofteurs devront voter pour ceux qu'ils veulent voir au ballotage durant la soirée.

### Huitième semaine (18 mai au 24 mai)
Émission du 18 mai - La fin d'une alliance
- Les lofteurs voient le message d'adieu d'Alexandra.
- Les lofteurs doivent voter pour quatre lofteurs qu'ils désirent voir au ballotage.

Émission du 19 mai - Deux contre tous
- Le Maître annonce les lofteurs au ballotage : Hugues, Priscilla, Arcadio et Sébastien.
- Les lofteurs voient les votes de ballotage des autres dans le cadre de la semaine de la vérité.

Émission du 20 mai - La vérité
- Les lofteurs sont jumelés en équipes de deux (Dominique et Hugues, Arcadio et Sébastien, Priscilla et David) et ils doivent se dire leurs « quatre vérités », c'est-à-dire ce qu'ils pensent vraiment de l'autre.
- Cynthia rencontre Arcadio dans le lounge dans le cadre de la semaine de la vérité pour le confronter à cause de ses rapprochements avec Dominique.
- Les lofteurs doivent voter pour savoir si le public doit voter pour qui doit rester dans le loft ou pour qui doit quitter le loft. La question à laquelle le public devra répondre est finalement « Quel lofteur voulez-vous voir quitter le loft dimanche? »

Émission du 21 mai - Douleur
- Les lofteurs visionnent les rapprochements entre Dominique et Arcadio ainsi que la rencontre de la veille entre Arcadio et Cynthia.
- Les lofteurs apprennent que le public vote pour faire sortir quelqu'un.

Émission du 22 mai - Le Seb show révélé
- Les lofteurs visionnent Kevins-Kyle qui décrit son alliance secrète avec David, Hugues qui dévoile sa stratégie au confessionnal et un « Seb show », c'est-à-dire un moment où Sébastien discute seul en parlant directement à la caméra.

Émission du 23 mai - Farces et attrapes
- Les lofteurs visionnent l'entrée dans le loft de Priscilla, au jour 8, et apprennent qu'elle savait tout ce qui s'était passé dans la semaine 1, contrairement à ce qu'elle avait dit.

Émission du 24 mai - Gala du dimanche
- Panélistes : Louise Deschâtelets, Kim Rusk et Élodie Labbé
- Analyste : Dr Pierre Mailloux
- Arcadio est l'évincé de la semaine à la suite des votes du public.
- Le Maître annonce que le thème de cette semaine sera « la fin ». Il annonce la fermeture progressive des pièces du loft durant la semaine. De plus, il annonce que les lofteurs recevront une visite spéciale alors que l'image d'un homme étrange est montrée.

### Neuvième semaine (25 mai au 31 mai)
Émission du 25 mai - Le début de la fin
- La terrasse est fermée pour le reste du jeu.
- Les lofteurs visionnent le message d'adieu d'Arcadio.

Émission du 26 mai - L'inconnu
- Un Ukrainien du nom de Sergiy entre dans le loft. Il est l'homme qui avait été montré lors du dernier gala du dimanche.

Émission du 27 mai - Sergiy
- Les lofteurs participent à un combat de lutte opposant Hugues « Hulgue Mania » et David « Macho Dave ». Sergiy est l'arbitre.
- Les lofteurs font un échange de cadeaux.
- Sergiy quitte le loft.

Émission du 28 mai - Déception
- Les chambres et la salle de douche sont fermées pour le reste du jeu.
- Puisqu'elle avait la bonne combinaison, Dominique remporte la voiture Acura 2009, mais elle ne peut obtenir son prix puisqu'elle avait échoué son défi lors de la cinquième semaine. Elle décide de la remettre à Cynny.

Émission du 29 mai - Le dernier voyage
- Les lofteurs doivent arriver à un consensus pour remettre le dernier voyage à l'un d'entre eux. Ils n'y arrivent pas et donc personne ne gagne le voyage.

Émission du 30 mai - La fin de la fin
- Le Maître annonce la fermeture de la cuisine et du salon.
- La Maître annonce « la fin de la fin », c'est-à-dire que toutes les pièces du loft sont de nouveau ouvertes.

Émission du 31 mai - Gala du dimanche : la finale
- Panélistes : Louise Deschâtelets, Kim Rusk et Élodie Labbé
- Les finalistes font leur sortie du loft.
- Les lofteurs sont éliminés dans l'ordre suivant : Dominique, Cynny, Priscilla et David.
- On annonce que Sébastien et Hughes sont les deux qui ont reçu le plus de votes.
- Le Maître annonce que celui qui terminera en deuxième place se méritera le voyage à Cuba qui n'a pas été remis lors de la semaine, puisque les lofteurs n'étaient pas arrivés à un consensus.
- Sébastien est déclaré grand gagnant.

### Participants
| Cynny            | Sébastien        | Delphine          | Hugues             | Le Maître (Filles) | Alexandra          | Aucune équipe      | Aucune équipe      | Aucune équipe      | Aucune équipe      |                    |                    |                    |                    |                    |                    |                    |                    |                   |
| David            | Mathieu « Big »  | Priscilla         | Prcilla            | Le Maître (Gars)   | -                  | Aucune équipe      | Aucune équipe      | Aucune équipe      | Aucune équipe      |                    |                    |                    |                    |                    |                    |                    |                    |                   |
| Dominique        | Sébastien        | Delphine          | Priscilla          | Le Maître (Filles) | -                  | Aucune équipe      | Aucune équipe      | Aucune équipe      | Aucune équipe      |                    |                    |                    |                    |                    |                    |                    |                    |                   |
| Hugues           | Sébastien        | Priscilla         | Hugues             | Le Maître (Gars)   | Alexandra          | Aucune équipe      | Aucune équipe      | Aucune équipe      | Aucune équipe      |                    |                    |                    |                    |                    |                    |                    |                    |                   |
| Priscilla        | Arrivée (jour 8) | Priscilla         | Priscilla          | Le Maître (Filles) | -                  | Aucune équipe      | Aucune équipe      | Aucune équipe      | Aucune équipe      |                    |                    |                    |                    |                    |                    |                    |                    |                   |
| Sébastien        | Sébastien        | Priscilla         | Priscilla          | Le Maître (Gars)   | -                  | Aucune équipe      | Aucune équipe      | Aucune équipe      | Aucune équipe      |                    |                    |                    |                    |                    |                    |                    |                    |                   |
| Arcadio          | Mathieu « Big »  | Priscilla         | Priscilla          | Le Maître (Gars)   | -                  | Aucune équipe      | Aucune équipe      | Aucune équipe      | Éliminé (jour 57)  | Éliminé (jour 57)  | Éliminé (jour 57)  | Éliminé (jour 57)  | Éliminé (jour 57)  | Éliminé (jour 57)  | Éliminé (jour 57)  | Éliminé (jour 57)  | Éliminé (jour 57)  | Éliminé (jour 57) |
| Alexandra        | Mathieu « Big »  | Delphine          | Hugues             | Le Maître (Filles) | Alexandra          | Aucune équipe      | Aucune équipe      | Éliminée (jour 50) | Éliminée (jour 50) | Éliminée (jour 50) | Éliminée (jour 50) | Éliminée (jour 50) | Éliminée (jour 50) | Éliminée (jour 50) | Éliminée (jour 50) | Éliminée (jour 50) | Éliminée (jour 50) |                   |
| Mathieu « Big »  | Mathieu « Big »  | Delphine          | Priscilla          | Le Maître (Gars)   | Alexandra          | Aucune équipe      | Éliminé (jour 43)  | Éliminé (jour 43)  | Éliminé (jour 43)  | Éliminé (jour 43)  | Éliminé (jour 43)  | Éliminé (jour 43)  | Éliminé (jour 43)  | Éliminé (jour 43)  | Éliminé (jour 43)  | Éliminé (jour 43)  |                    |                   |
| Christelle       | Mathieu « Big »  | Delphine          | Hugues             | Le Maître (Filles) | Alexandra          | Éliminée (jour 36) | Éliminée (jour 36) | Éliminée (jour 36) | Éliminée (jour 36) | Éliminée (jour 36) | Éliminée (jour 36) | Éliminée (jour 36) | Éliminée (jour 36) | Éliminée (jour 36) | Éliminée (jour 36) |                    |                    |                   |
| Delphine         | Mathieu « Big »  | Delphine          | Hugues             | Le Maître (Filles) | Éliminée (jour 29) | Éliminée (jour 29) | Éliminée (jour 29) | Éliminée (jour 29) | Éliminée (jour 29) | Éliminée (jour 29) | Éliminée (jour 29) | Éliminée (jour 29) | Éliminée (jour 29) | Éliminée (jour 29) |                    |                    |                    |                   |
| Kevins-Kyle      | Mathieu « Big »  | Delphine          | Hugues             | Lâché (jour 22)    | Lâché (jour 22)    | Lâché (jour 22)    | Lâché (jour 22)    | Lâché (jour 22)    | Lâché (jour 22)    | Lâché (jour 22)    | Lâché (jour 22)    | Lâché (jour 22)    | Lâché (jour 22)    |                    |                    |                    |                    |                   |
| Geneviève        | Sébastien        | Priscilla         | Éliminée (jour 15) | Éliminée (jour 15) | Éliminée (jour 15) | Éliminée (jour 15) | Éliminée (jour 15) | Éliminée (jour 15) | Éliminée (jour 15) | Éliminée (jour 15) | Éliminée (jour 15) | Éliminée (jour 15) |                    |                    |                    |                    |                    |                   |
| Mathieu « Cass » | Sébastien        | Éliminé (jour 8)  | Éliminé (jour 8)   | Éliminé (jour 8)   | Éliminé (jour 8)   | Éliminé (jour 8)   | Éliminé (jour 8)   | Éliminé (jour 8)   | Éliminé (jour 8)   | Éliminé (jour 8)   | Éliminé (jour 8)   |                    |                    |                    |                    |                    |                    |                   |
| Gabriel          | Mathieu « Big »  | Lâché (jour 6)    | Lâché (jour 6)     | Lâché (jour 6)     | Lâché (jour 6)     | Lâché (jour 6)     | Lâché (jour 6)     | Lâché (jour 6)     | Lâché (jour 6)     | Lâché (jour 6)     | Lâché (jour 6)     |                    |                    |                    |                    |                    |                    |                   |
| Cynthia          | Sébastien        | Éliminée (jour 5) | Éliminée (jour 5)  | Éliminée (jour 5)  | Éliminée (jour 5)  | Éliminée (jour 5)  | Éliminée (jour 5)  | Éliminée (jour 5)  | Éliminée (jour 5)  | Éliminée (jour 5)  | Éliminée (jour 5)  |                    |                    |                    |                    |                    |                    |                   |

## Prix remis au vainqueur
- 200 000 $ en argent
- Une maison Bonneville d'une valeur de 300 000 $
- 25 000 $ de meubles chez Brault & Martineau
- Deux croisières dans les Caraïbes de la part de Voyages à rabais